# Пролетно ботурче
Пролетното ботурче (Cyclamen coum Mill.) е многогодишно тревисто растение от сем. Игликови. Познато е и с имената пролетна циклама или източно ботурче. Има едри, бъбрековидни листа и розови до цикламени цветове. У нас цъфти рано напролет, често още в средата на февруари до април. Рядък за България вид.
Съществува и есенно ботурче (Cyclamen hederifolium), което е по-широко разпространено и цъфти август-октомври.

## Разпространение
Cyclamen coum е ендемичен за два региона. Основният регион е Черноморското крайбрежие на България, Северна Турция, Кавказ и Крим. Среща се по средиземноморския бряг от турската провинция Хатай до Израел.

### Разпространение в България
В България видът е разпространен в Странджа, Източна Стара планина и по Черноморското крайбрежие. Среща се и в Източните Родопи, и около с. Осенец, обл. Разград.

## Подвидове и форми
Съществуват 2 подвида и 3 форми, определени от формата на листата и характеристиките на цветовете:
- с широки и по-къси листа:
  - Cyclamen coum subsp. coum – листата са с гладък край, венцелистчетата са 0,8 – 1,4 см
    - Cyclamen coum subsp. coum f. coum – розови до цикламени цветове, с тъмни петна в основата;
    - Cyclamen coum subsp. coum f. pallidum – бели, бледорозови цветове, с петна;
    - Cyclamen coum subsp. coum f. albissimum – цветовете са чисто бели, без потъмнявания;
- с по-издължени листа:
  - Cyclamen coum subsp. caucasicum – листата са с вълнообразен ръб, венцелистчетата са приблизително 1,2 – 2 см дълги.

## Лечебни свойства
Също както и на обикновената иглика, грудките на пролетното ботурче имат лечебни свойства. Растението е включено в Закона за лечебните растения.

## Мерки за защита на вида в България
Видът е включен в Закона за биологичното разнообразие, както и в „Червената книга на България“. (Липсва в електронното издание от 2011 г.)
- Защитена местност „Находище на пролетно ботурче“ с площ 61.93 хектара край село Осенец, общ. Разград [4]
- Защитена местност „Находище на пролетно ботурче – Бреница“ с площ 3.19 хектара край село Бреница, общ. Тутракан, обл. Силистра[5]